# Centroina enfield
Espèce
Synonymes
- Centrina enfield Platnick, 2000

Centroina enfield est une espèce d'araignées aranéomorphes de la famille des Lamponidae.

## Distribution
Cette espèce est endémique de Nouvelle-Galles du Sud en Australie. Elle se rencontre dans les forêts d'État d'Enfield et du mont Boss.

## Description
Le mâle holotype mesure 6,2 mm et la femelle 7,8 mm.

## Étymologie
Son nom d'espèce lui a été donné en référence au lieu de sa découverte, la forêt d'État d'Enfield.

## Publication originale
- Platnick, 2000 : A relimitation and revision of the Australasian ground spider family Lamponidae (Araneae: Gnaphosoidea). Bulletin of the American Museum of Natural History, no 245, p. 1-330 (texte intégral).